# Distillazione

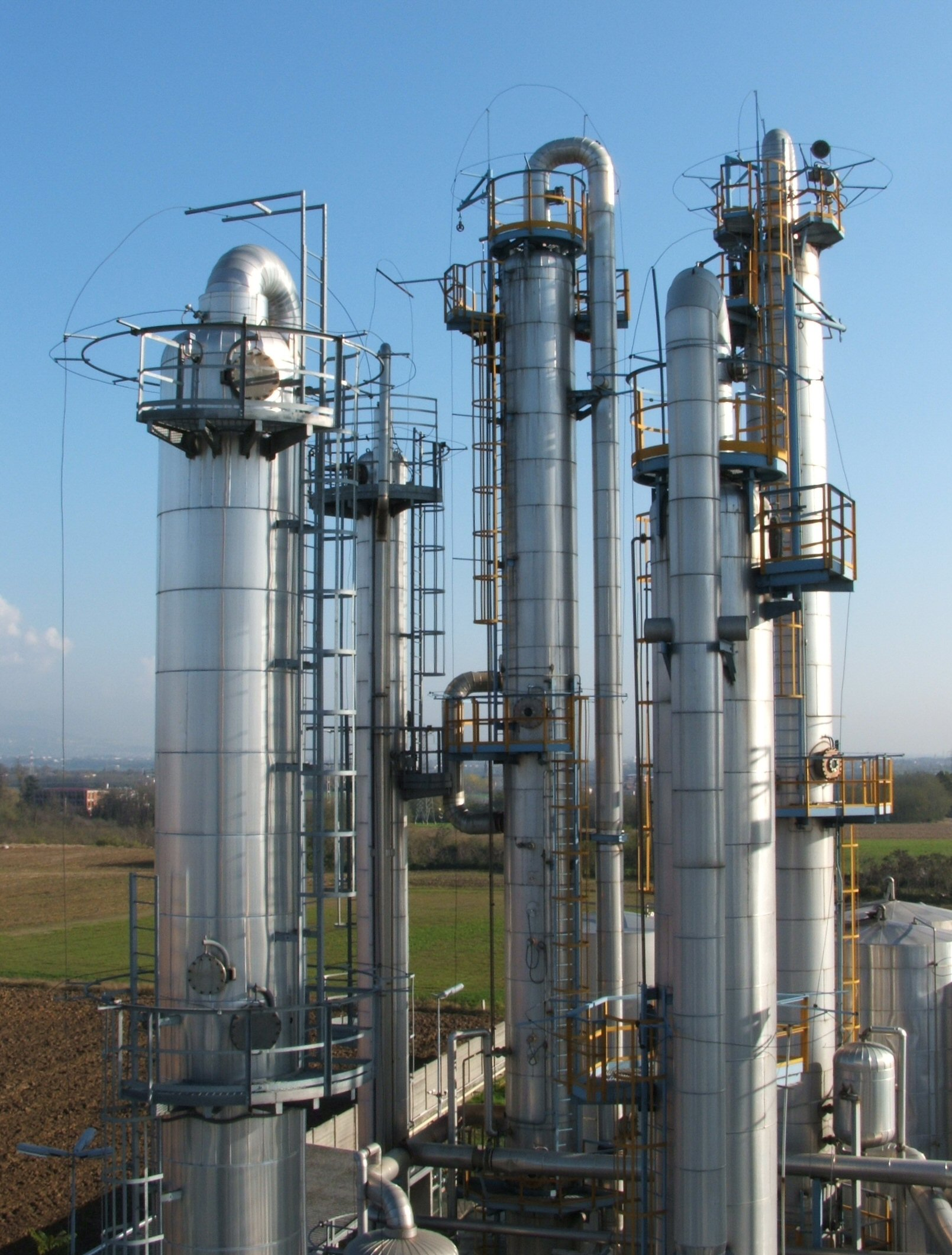
Particolare di un impianto di distillazione a doppio effetto per recupero di solvente, utilizzato per il trattamento del greggio.

La distillazione è una tecnica utilizzata per separare due o più sostanze presenti in una miscela. Sfrutta la differenza dei punti di ebollizione di tali sostanze, cioè la loro differenza di volatilità. 
È usata sia per separare miscele complesse (ottenendo in uscita più miscele, ciascuna avente una diversa composizione) sia per purificare singole sostanze (ottenendo in uscita una corrente contenente la sostanza desiderata ad un'elevata purezza e una corrente di scarto contenente le impurità presenti nell'alimentazione). 
È una tecnica nota sin dal Medioevo, applicata inizialmente alla produzione di bevande alcoliche. Successivamente è stata applicata in numerosi processi chimici, tra cui la separazione del petrolio grezzo nei suoi diversi componenti (detta "topping"). L'apparecchiatura utilizzata per svolgere tale operazione è detta colonna di distillazione o colonna di rettifica.

## Etimologia e significato del termine
Dal punto di vista etimologico il termine "distillazione" significa "separazione goccia a goccia". Anticamente tale termine veniva utilizzato per indicare indistintamente tutte le tecniche di separazione conosciute, tra cui anche la filtrazione, la cristallizzazione e l'estrazione dell'olio. In seguito venne utilizzato per indicare le tecniche di separazione ottenute attraverso l'evaporazione e la condensazione di un vapore.
L'accezione più generale del termine "distillazione" continua ad essere utilizzata nel caso della "distillazione dell'acqua" (un processo che permette di potabilizzare l'acqua del mare attraverso la riduzione della concentrazione dei sali in essa disciolti.) e della "distillazione secca" (in cui l'alimentazione è costituita da materiali solidi).
In ambito impiantistico, si tende comunque a distinguere tra la distillazione propriamente detta (che riguarda la separazione di due o più componenti fluidi grazie alla loro differenza di volatilità) e la dissalazione (che è invece riconducibile all'operazione unitaria di evaporazione).

## Storia

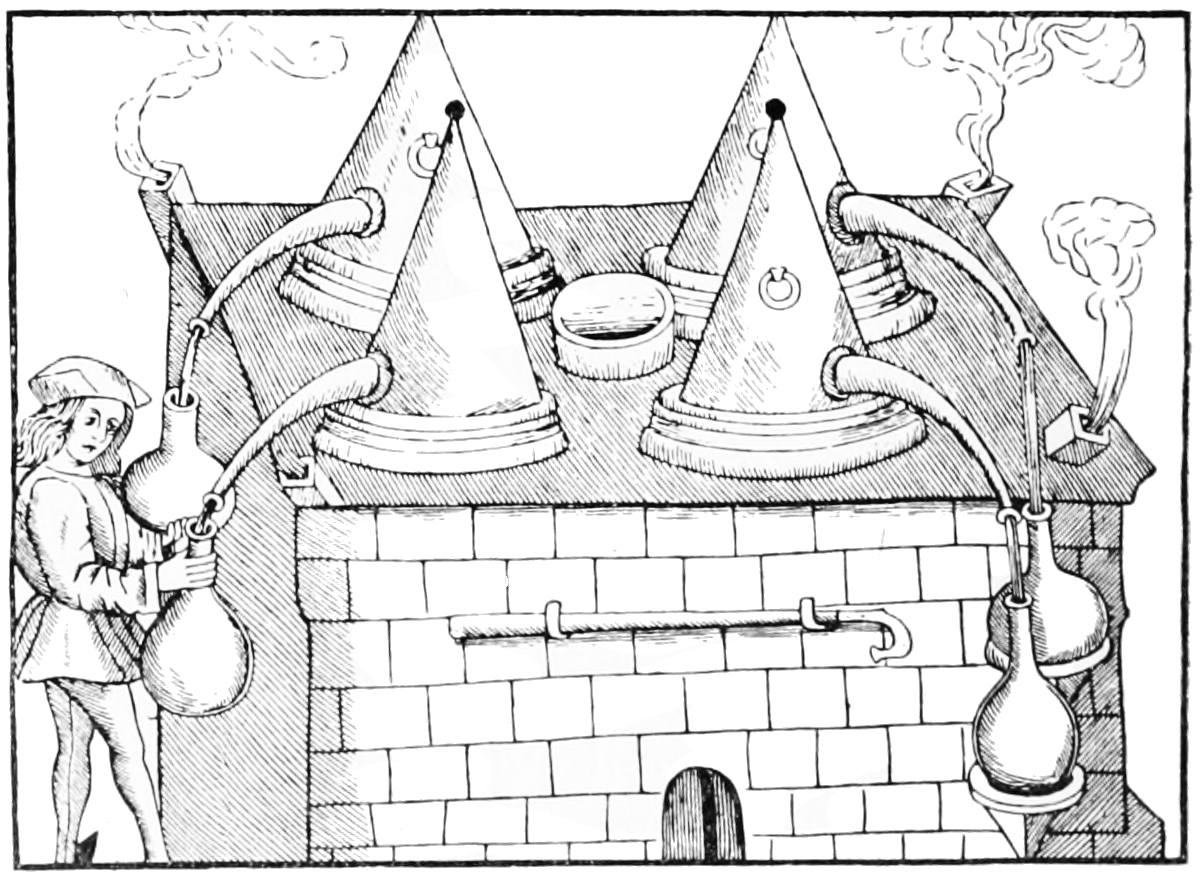
Rappresentazione di antiche apparecchiature utilizzate per ottenere essenze attraverso la distillazione.

Secondo lo scrittore Sinesio di Cirene già nel 4000 a.C. gli egizi distillavano il vino e il sidro per produrre altre bevande alcoliche (liquori e acquaviti).
In Cina, intorno al 2000 a.C., attraverso la distillazione di piante officinali venivano ottenute essenze che erano utilizzate soprattutto dalle classi più ricche.
Scavi archeologici in Pakistan hanno messo in luce che la tecnica della distillazione dell'alcol era già nota alle popolazioni mesopotamiche nel 500 a.C., ma il suo uso divenne comune tra il 150 a.C. e il 350 d.C., anche tra gli alchimisti greci.
Secondo K. B. Hoffmann si inizia a parlare di destillatio per descensum nel 400 circa, per opera del fisico greco Aezio di Amida. Ipazia invece inventò una tra le prime apparecchiature per la distillazione.
Nell'VIII secolo d.C. i chimici Arabi e Persiani (tra cui Jabir ibn Hayyan) isolavano e purificavano le sostanze chimiche tramite distillazione a scopi industriali, ad esempio per isolare gli esteri naturali (utilizzati in profumeria) e per produrre alcool puro. In particolare, la produzione di alcool per distillazione si deve al chimico arabo Al-Kindi.
Nel IX secolo d.C. il chimico persiano Rhazes distillò per la prima volta il petrolio, ottenendo cherosene. Nell'XI secolo Avicenna otteneva olio essenziale con il metodo della distillazione in corrente di vapore.
La distillazione fu introdotta nell'Europa medioevale nel XII secolo attraverso la traduzione dei trattati di chimica arabi. Nel 1500 l'alchimista tedesco Hieronymus Braunschweig pubblica Liber de arte destillandi, a cui segue nel 1651 lo scritto di John French intitolato The Art of Distillation.

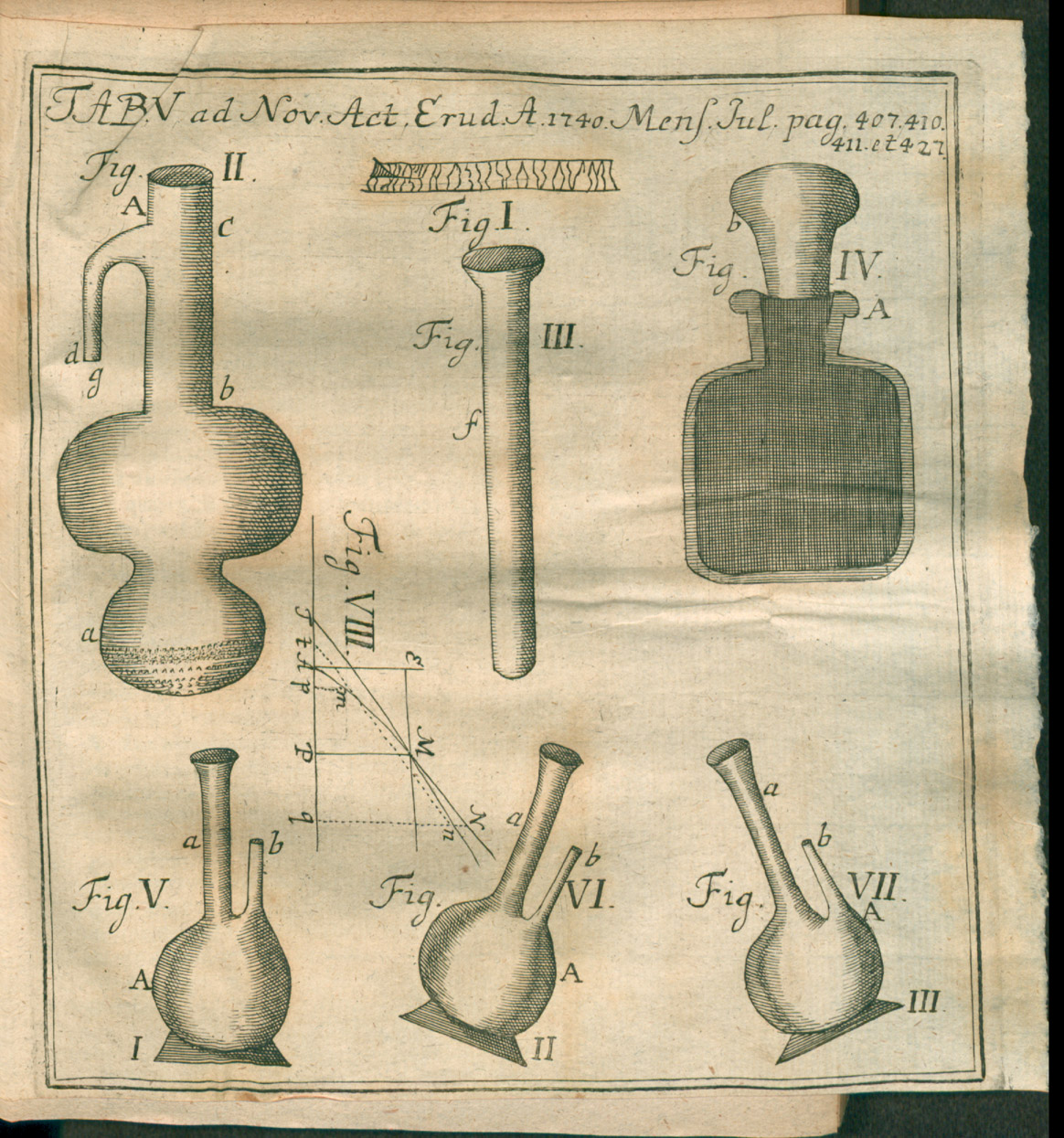
Rappresentazione calcografica di alambicchi pubblicata nel numero del 1740 de gli Acta Eruditorum relativa ad una parte dell'articolo Commentarii Academiae scientiarum imperialis Petropolitanae

Nel XVII secolo Robert Boyle eseguì alcuni esperimenti sulla distillazione sottovuoto e all'interno di apparecchiature in pressione, isolando per la prima volta (nel 1661) il metanolo per distillazione del legno.

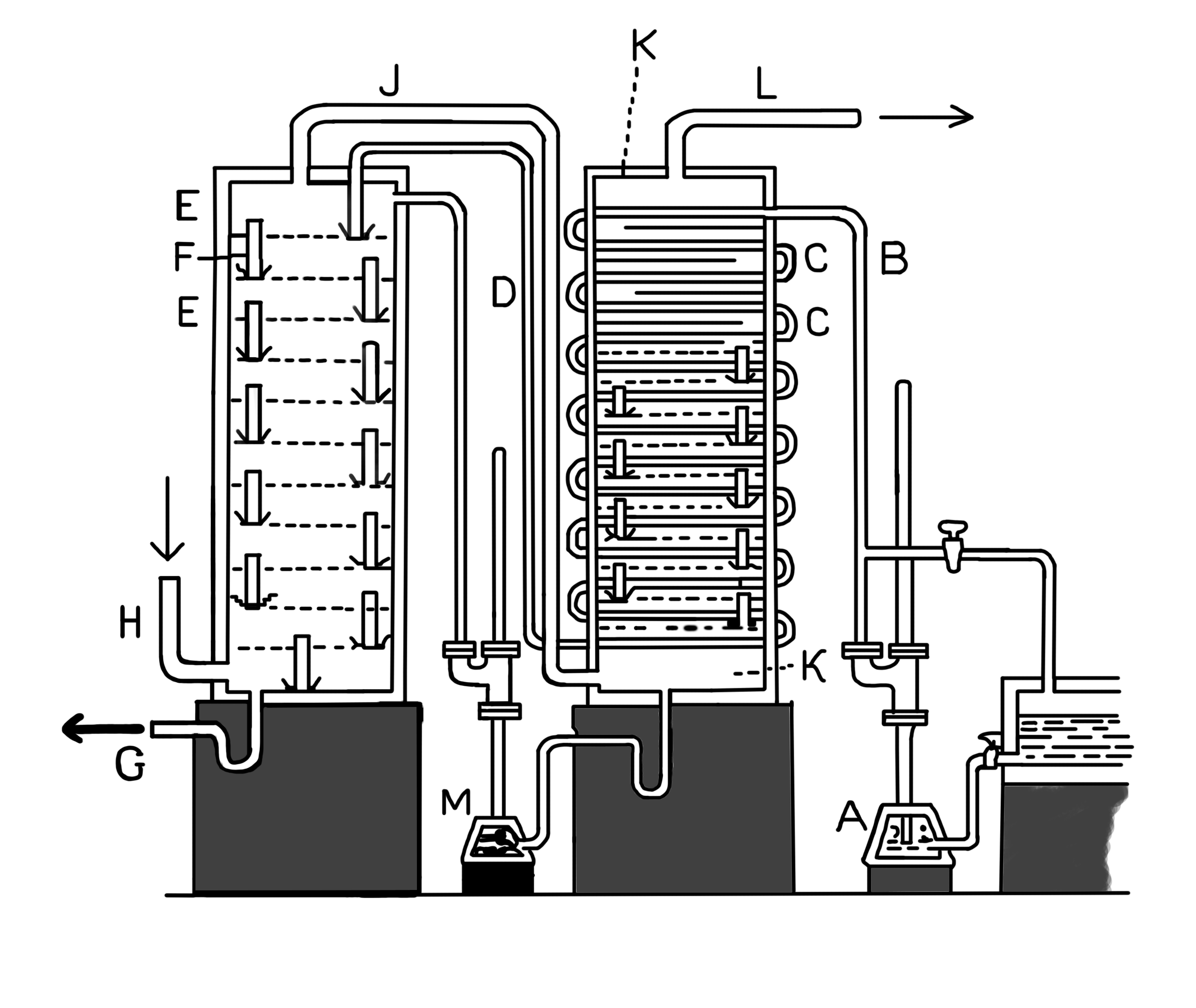
Schema dell'apparecchiatura di Coffey utilizzata per la distillazione del benzene (1830).

Nel XIX secolo furono introdotte le tecniche del preriscaldamento e del riciclo. Nello stesso periodo si deve a Jean-Baptiste Cellier Blumenthal il brevetto di una delle prime apparecchiature di distillazione in continuo (1813). A tale brevetto seguì la costruzione di un'apparecchiatura per la distillazione sottovuoto ad opera di Henry Tritton (1828) e successivamente (nel 1830) venne brevettata da Aeneas Coffey una colonna di distillazione a piatti forati per la produzione di whisky.
Nel 1845 il chimico inglese Charles Mansfield separa per distillazione il benzene dal catrame.
L'invenzione della colonna con piatti a campanelle per usi industriali risale a Champonnois (1854).
Nel 1873 Robert Ilges introduce l'utilizzo della colonna a riempimento per svolgere l'operazione di distillazione.
Al 1877 risale un brevetto americano di Ernest Solvay di una colonna a piatti per la distillazione dell'ammoniaca.
Seguendo l'esempio di Ilges, nel 1881 Hempel introdusse in laboratorio l'utilizzo della colonna di distillazione a riempimento con sferette in vetro.
Nel 1925 fu presentato un metodo grafico per il dimensionamento delle colonne di distillazione, noto come metodo di McCabe-Thiele. Nel 1932 fu poi sviluppata l'equazione di Fenske, che permette di stimare in maniera analitica il numero di piatti di una colonna di distillazione e il rapporto di riflusso.

## La distillazione in laboratorio
Il dispositivo più antico utilizzato per effettuare la distillazione in laboratorio prende il nome di alambicco e la sua invenzione è attribuita al chimico islamico Jabir ibn Hayyan (tra l'VIII secolo ed il IX secolo).
La colonna di distillazione in vetro utilizzata nelle applicazioni di laboratorio è chiamata colonna di Vigreux.
Una tipica apparecchiatura di laboratorio per la distillazione è costituita dalle seguenti parti:
- un becco di Bunsen o un heat gun (o sverniciatore) o, per evitare fiamme libere, un agitatore magnetico con bagno d'olio a riscaldamento elettrico, con cui si scalda la miscela da separare;
- un pallone (o caldaia) per contenere il liquido da distillare;
- un'ancoretta magnetica, accoppiata all'agitatore, posta nella caldaia per favorire il riscaldamento omogeneo della massa, oppure delle sferette di vetro o pezzi di pomice per evitare un'ebollizione violenta e improvvisa;
- una colonna di distillazione, spesso una colonna di Vigreux;
- un tubo di Claisen che convoglia i vapori al condensatore in cui vengono raffreddati;
- un termometro, montato in cima al Claisen per misurare la temperatura dei vapori che vanno nel condensatore;
- uno o più palloni o beute per la raccolta delle varie frazioni del distillato.

In genere, si riscalda il liquido in caldaia fino ad ebollizione. I composti più volatili raggiungeranno prima il condensatore e il risultante liquido sarà la cosiddetta "testa di distillazione". Quando il termometro, il cui bulbo è posto all'altezza dell'entrata del condensatore, misura la temperatura di ebollizione del composto desiderato, si cambia pallone o beuta di raccolta in cui si raccoglie tutta la frazione che condensa a quella temperatura. Una volta che la temperatura dei vapori supera il punto di ebollizione del composto da distillare, si interrompe il riscaldamento: i liquidi più altobollenti rimarranno in caldaia e formeranno la "coda di distillazione".

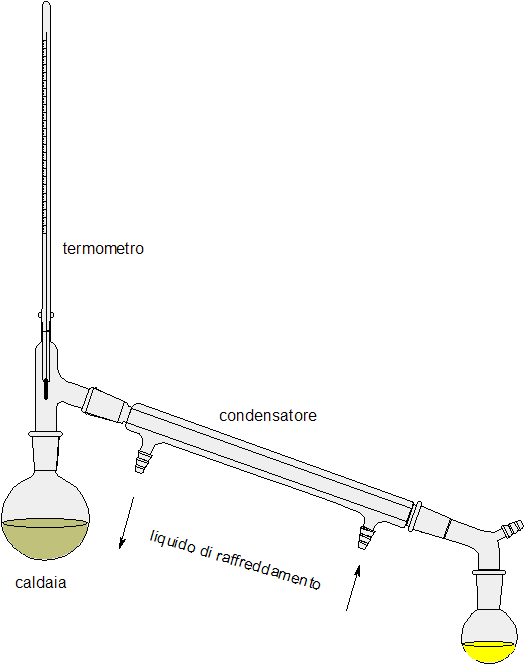
Apparecchiatura da laboratorio per la distillazione
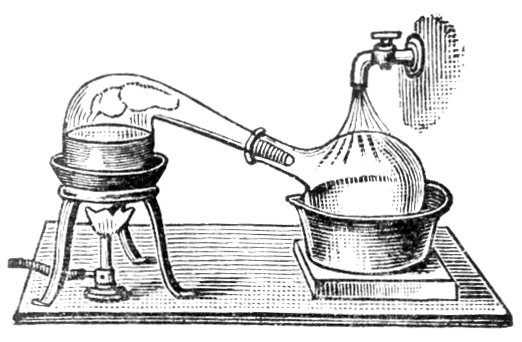
Alambicco per la distillazione
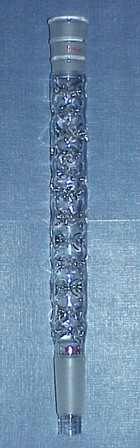
Colonna di Vigreux

## La distillazione nell'industria

### Apparecchiature utilizzate
A prescindere dalla particolare tipologia costruttiva, una colonna di distillazione per uso industriale è costituita essenzialmente da tre parti:
- il fasciame (o "colonna" propriamente detta), che quasi sempre è di forma cilindrica; la parte al di sopra del punto di ingresso dell'alimentazione viene detta "testa" o "sezione di rettifica", mentre la parte al di sotto è detta "coda" o "sezione di esaurimento";
- il ribollitore: fornisce calore alla miscela di fondo; può essere integrato direttamente nella colonna;
- il condensatore: raffredda e condensa (a volte solo parzialmente) i vapori di testa.[5]

Esistono principalmente due tipologie costruttive di fasciame (o colonne di distillazione) per uso industriale:
- colonna a piatti: in cui il contatto tra la corrente liquida e la corrente gassosa avviene in corrispondenza di superfici orizzontali equidistanti (detti "piatti" della colonna) provvisti di stramazzi per il passaggio della corrente liquida[26] e fori, valvole (fisse o mobili) o campanelle per il passaggio della corrente gassosa;[26]
- colonna a corpi di riempimento: in cui il contatto tra la corrente liquida e la corrente gassosa avviene in corrispondenza della superficie di blocchetti (detti "corpi di riempimento") contenuti nella colonna; tali corpi di riempimento sono costituiti da materiale inerte alle sostanze trattate (in genere materiale metallico, plastico o ceramico[27]); spesso anziché utilizzare singoli corpi di riempimento si utilizzano dei riempimenti strutturati (costituiti ad esempio da lamierino) oppure griglie o maglie.[27]

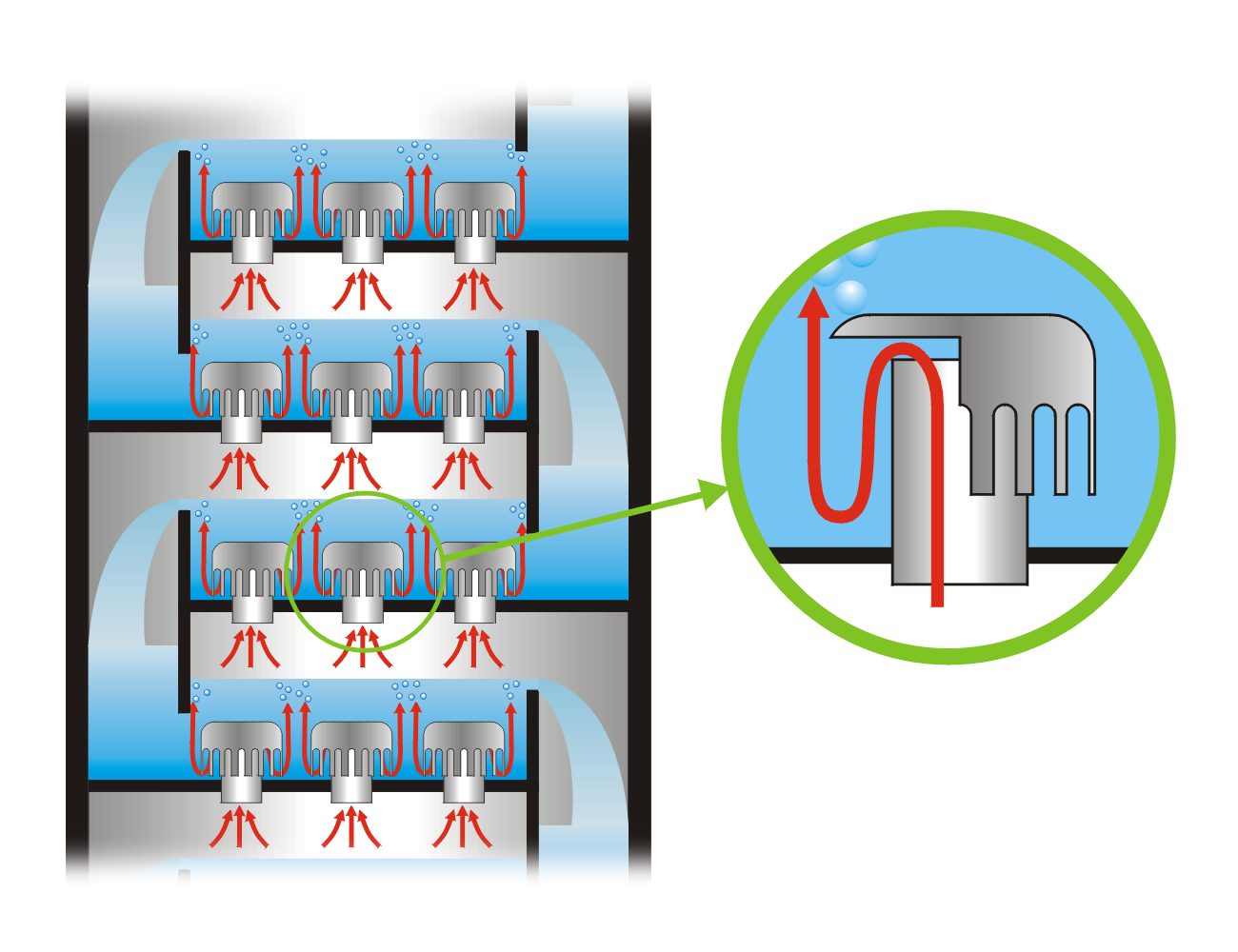
Sezione di una colonna a piatti (della tipologia "a campanelle")
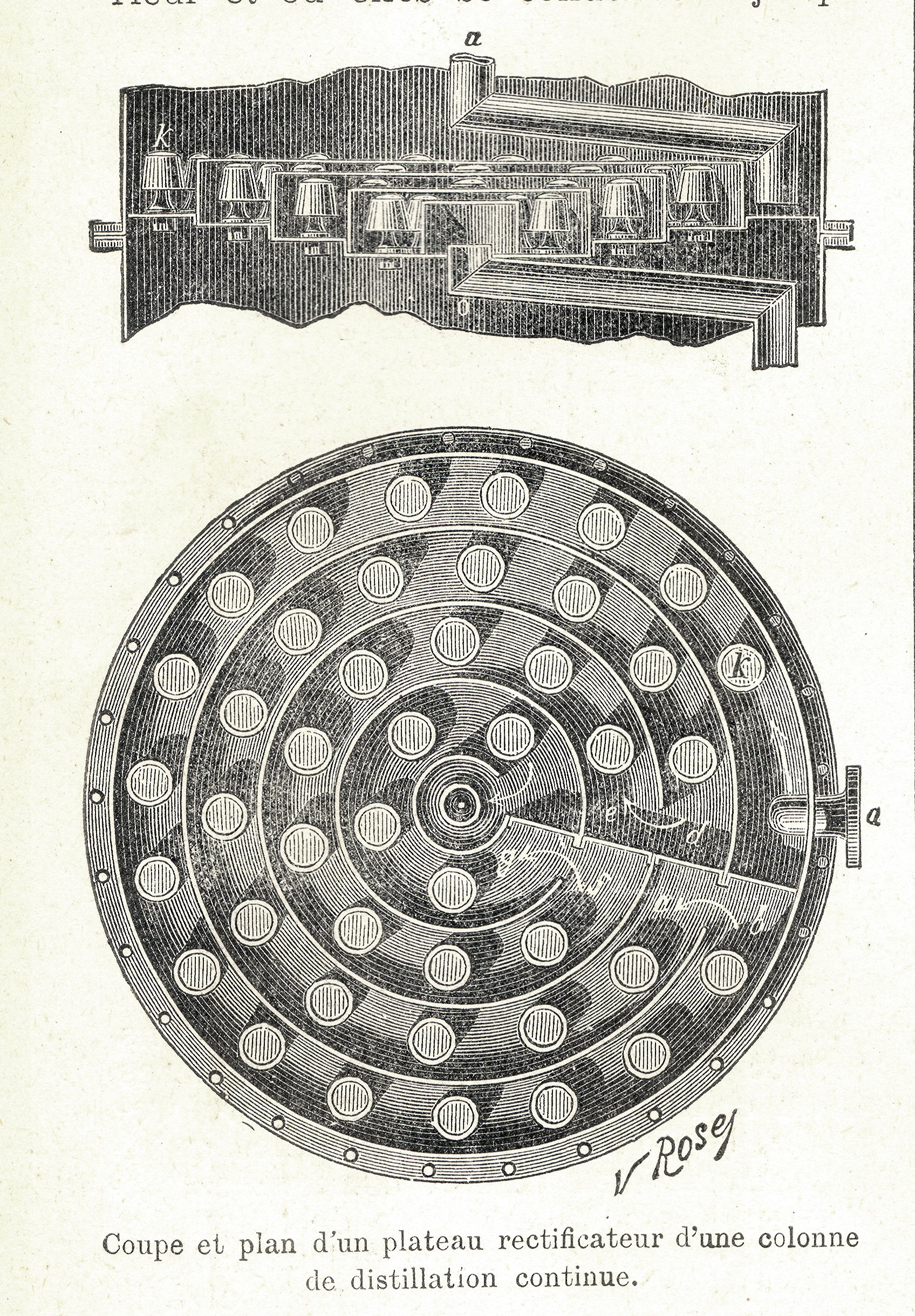
Piatto di distillazione "a campanelle" (1904).
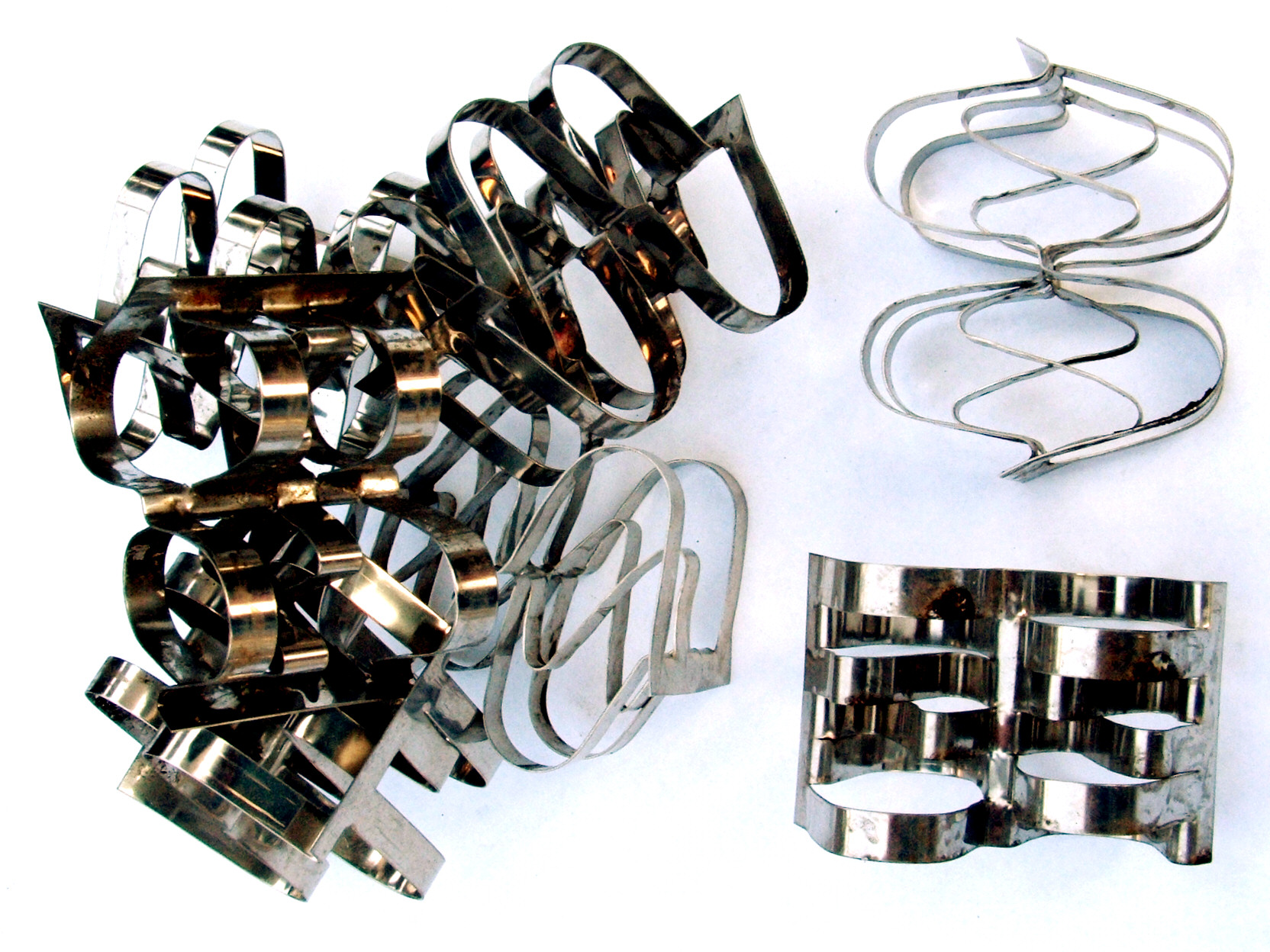
Esempi di elementi utilizzati come riempimento
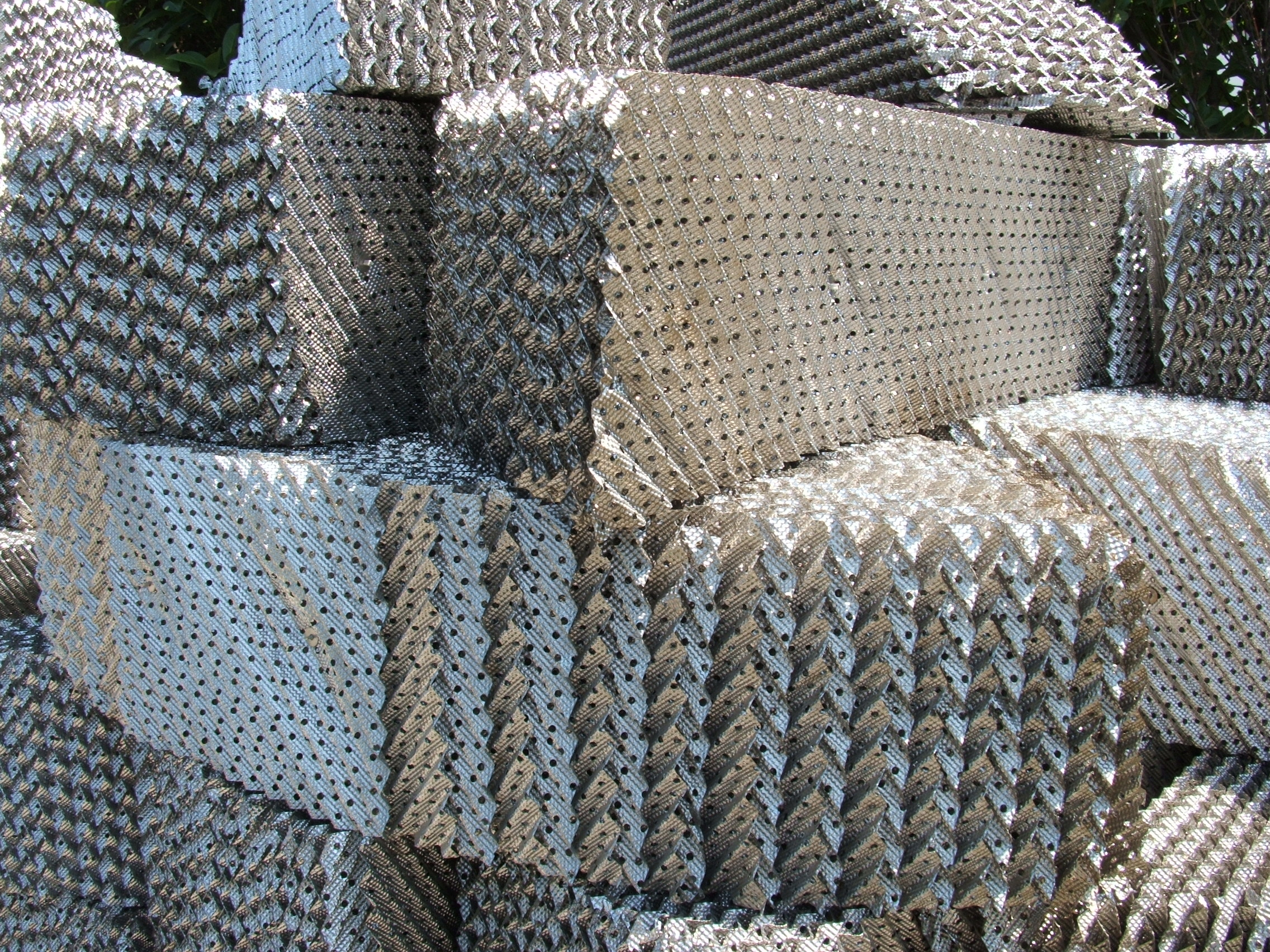
Esempio di riempimento strutturato

Lo scopo dei piatti e dei corpi di riempimento è quello di aumentare l'interfaccia di scambio tra le fasi, e quindi la velocità di separazione dei componenti della miscela.

### Principio di funzionamento

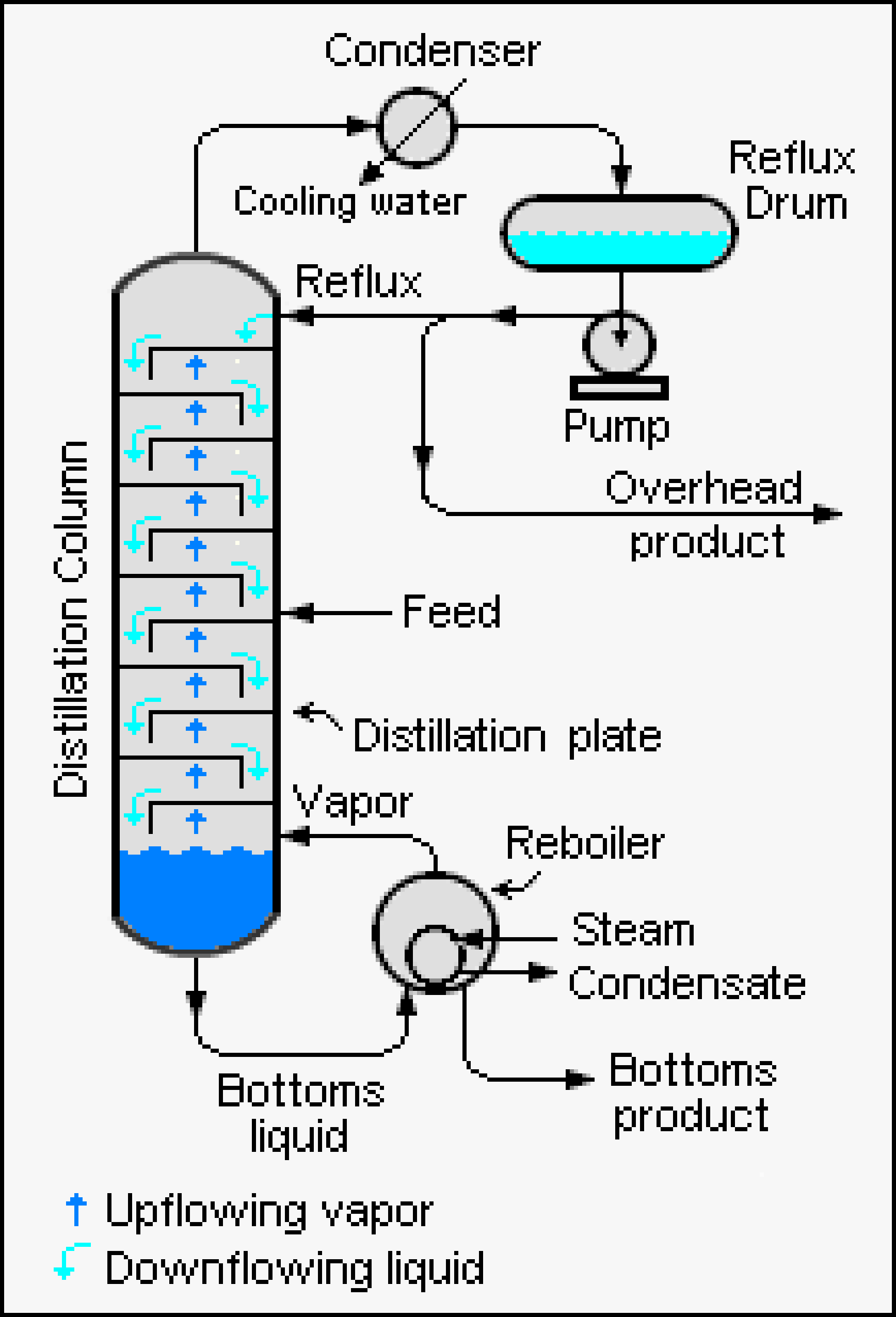
Schematizzazione del funzionamento di una colonna di distillazione per uso industriale (in particolare colonna a piatti).

All'interno della colonna di distillazione si ha la presenza di una fase liquida e una fase gassosa; in genere tali fasi vengono a contatto in controcorrente (sebbene talvolta si operi in equicorrente), infatti la fase liquida attraversa la colonna dall'alto verso il basso, mentre la fase gassosa attraversa la colonna dal basso verso l'alto. In corrispondenza della parte più bassa della colonna (chiamata "coda") una parte della corrente liquida viene prelevata mentre l'altra parte viene fatta evaporare per mezzo del ribollitore. Analogamente in corrispondenza della parte più alta della colonna (chiamata "testa") una parte della corrente gassosa viene prelevata mentre l'altra parte viene fatta condensare per mezzo del condensatore.
Nella colonna a piatti si vengono a creare tanti "stadi" quanti sono i piatti, più un ulteriore stadio nel caso in cui si utilizzi un ribollitore parziale. In ognuno degli stadi della colonna si instaura un equilibrio liquido-vapore tra la corrente liquida discendente e la corrente gassosa ascendente.
Essendoci tanti equilibri quanti sono gli stadi, e siccome in ciascuno stadio i componenti più "pesanti" tendono ad andare in fase liquida, i componenti più leggeri (detti "basso-bollenti") si accumulano nella testa della colonna, mentre i componenti più pesanti (detti "alto-bollenti") si accumulano nella coda della colonna.
Nella colonna a riempimento non ci sono effettivamente degli stadi reali, ma ai fini della modellazione è possibile stimare la cosiddetta altezza equivalente del piatto teorico (HETP) (il cui valore è tipicamente compreso tra 0,3-0,9 m per riempimenti casuali e 0,2-0,7 m per riempimenti strutturati), in modo da ricondurre una colonna a riempimento reale ad una colonna a piatti fittizia, avente le stesse prestazioni della colonna a riempimento reale.
Siccome la differenza di volatilità costituisce la forza spingente per tale processo, all'aumentare della differenza di volatilità aumenta la facilità con cui avviene la separazione, cioè a parità di altre condizioni è sufficiente utilizzare una colonna di distillazione più bassa e quindi meno costosa.
Inoltre, sebbene non sia strettamente necessario, ci sono solitamente delle differenze di temperatura e di pressione tra testa e coda (entrambe vanno riducendosi), il che può favorire la separazione. All'aumentare dell'altezza della colonna e del gradiente di temperatura che si instaura lungo la sua altezza, la separazione delle sostanze è più spinta, per cui all'uscita si avranno dei prodotti più puri.
Per aumentare le prestazioni della colonna di distillazione, in genere si svolge il riflusso (anche detto "riciclo") di una parte dei vapori condensati in testa e della miscela riscaldata in coda.
Tanto più è spinto il riciclo, tanto più efficace è la separazione; esiste comunque un limite nella pratica, che consisterebbe nel riciclare tutto: in questo caso la portata del distillato sarebbe infatti nulla; inoltre, il riciclo aggiunge dei costi, in quanto in presenza di riciclo aumentano le portate dei fluidi da trattare al condensatore e al ribollitore: tali apparecchiature dovranno avere quindi una maggiore area delle superfici di scambio termico.

### Modellazione e dimensionamento dell'apparecchiatura
Nell'ipotesi in cui nella colonna siano presenti solo due sostanze da separare (o componenti), per dimensionare una colonna di distillazione si può sfruttare un metodo grafico denominato metodo di McCabe-Thiele, tramite il quale è possibile determinare il numero di piatti necessari per lo svolgimento di un determinato processo di distillazione e dunque l'altezza della colonna. La larghezza della sezione della colonna viene invece determinata a partire da considerazioni fluidodinamiche che riguardano il corretto funzionamento della colonna.
In alternativa al metodo di McCabe-Thiele, si possono utilizzare dei cosiddetti "metodi shortcut", che essendo metodi analitici hanno il vantaggio di potere essere implementati su un calcolatore. Un esempio di metodo shortcut è il metodo shortcut di Fenske-Underwood-Gilliland (o FUG), che prende il nome dalle tre principali equazioni utilizzate nell'ambito di tale metodo:
- equazione di Fenske: per stimare del numero di stadi teorici;
- equazione di Underwood: per stimare il rapporto di riflusso minimo;
- equazione di Gilliland: per stimare il numero di piatti reali.

Nel caso invece di distillazione multicomponente (cioè quando nella colonna siano presenti più di due sostanze da separare), è necessario utilizzare altri metodi che per essere svolti necessitano l'utilizzo di un calcolatore, ad esempio il metodo di Lewis-Matheson o il metodo di Thiele-Geddes.

### Controllo del processo

Un esempio di sistema di controllo di una colonna di distillazione. In questo caso sono presenti dispositivi per il controllo delle seguenti grandezze: temperatura (TC), portata (F, FC), livello di liquido (LC) e pressione (PC). Le linee tratteggiate indicano l'invio di segnali (dal controllore all'attuatore o tra due diversi controllori).

Gli impianti industriali di distillazione in continuo possono rimanere in funzionamento per decine di anni. Durante tutto questo intervallo di tempo si ha la necessità di controllare il processo in modo da soddisfare le necessità del mercato riguardo alla qualità e alla quantità del prodotto. Ad esempio nel caso di un processo di raffinazione del greggio controllando il processo è possibile mantenere un numero di ottano della benzina prodotta abbastanza elevato a prescindere dalla qualità del greggio trattato (che può variare nel corso della vita dell'impianto).
Il controllo di un impianto di distillazione viene svolto misurando attraverso opportuni strumenti alcune grandezze rappresentative del processo, ad esempio:
- temperatura e portata della corrente di alimentazione;
- temperatura e portata delle correnti in uscita dalla colonna;
- livello di liquido presente sul fondo della colonna.

Una volta ottenute tali misurazioni, attraverso un sistema di controllo più o meno complesso (ad esempio un controllo feedback) si modificano alcuni parametri di ingresso, in genere inviando un segnale a degli attuatori che agiscono attraverso delle valvole che regolano le portate dell'alimentazione, dei prodotti e della corrente di riflusso.

## Tecniche di distillazione
A prescindere che la distillazione sia svolta in laboratorio o su scala industriale, essa può avvenire secondo differenti metodologie operative e utilizzando degli schemi di processo più o meno complessi.

### Distillazione flash
La modalità operativa più semplice per distillare una miscela è la distillazione flash (anche detta "evaporazione flash" o "evaporazione parziale").
Tale metodologia consiste nella vaporizzazione parziale della miscela da trattare, in un singolo stadio e senza riflusso.

### Distillazione in continuo e batch

Schema di un processo di distillazione batch

Il processo di distillazione può avvenire in continuo o in batch: nel primo caso la miscela da trattare viene alimentata continuamente durante lo svolgimento del processo, mentre nel secondo caso la miscela da trattare viene caricata nell'apparecchiatura prima di iniziare il processo.
Nella distillazione in continuo le composizioni delle correnti in uscita dalla colonna si mantengono costanti durante tutto il processo, mentre nella distillazione batch tali composizioni variano nel tempo; in particolare, nelle fasi iniziali della distillazione batch il prodotto è più ricco dei componenti più volatili, mentre nelle fasi finali è più ricco dei componenti meno volatili.
In genere la distillazione batch (detta anche distillazione discontinua o distillazione differenziale) viene svolta in laboratorio o in piccoli impianti, mentre su larga scala si preferisce svolgere la distillazione in continuo. In particolare la distillazione batch è più conveniente se è necessario distillare piccole quantità, quando la portata e la composizione dell'alimentazione è piuttosto variabile o quando è necessario utilizzare la stessa apparecchiatura per lo svolgimento di più processi di distillazione.

### Distillazione con riflusso

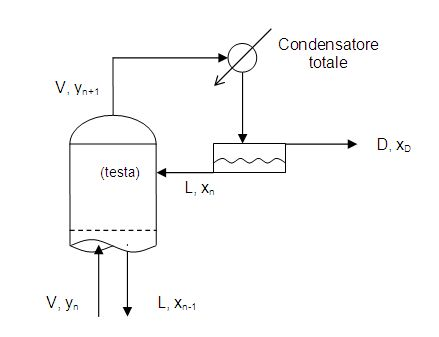
Schema della parte alta di una colonna di distillazione con riflusso.

Nel caso in cui si voglia ottenere una maggiore purezza delle miscele prodotte durante la distillazione, la corrente in uscita dalla parte alta della colonna viene "riflussata", cioè una parte di tale corrente viene reimmessa all'interno della colonna di distillazione.
Il rapporto di riflusso R viene definito come il rapporto tra la portata molare di liquido L che scorre all'interno della parte alta della colonna (detta "zona di arricchimento") e la portata molare di liquido D ottenuto in testa (detto "distillato"):
R = L/D
All'aumentare del rapporto di riflusso le prestazioni della colonna migliorano, per cui, nel caso si utilizzi una colonna a piatti, il numero di piatti da utilizzare diminuisce. Esistono due condizioni limiti per il rapporto di riflusso:
- un limite massimo del rapporto di riflusso, ottenibile riflussando tutta la corrente gassosa; tale condizione è detta di "riflusso totale" e corrisponde alla condizione per cui il numero di piatti necessari allo svolgimento della distillazione è minimo;[37]
- un limite minimo del rapporto di riflusso, in corrispondenza del quale il numero di piatti diventa infinito (cioè la separazione non è praticamente possibile): tale limite viene detto "rapporto di riflusso minimo",[37][38] ed è determinabile graficamente attraverso il Metodo di McCabe-Thiele.

Nella pratica si opera ad un opportuno rapporto di riflusso compreso tra il valore massimo e il valore minimo. Tale valore è scelto a partire da considerazioni economiche e in genere è pari al 120-150% del rapporto di riflusso minimo.

### Distillazione frazionata

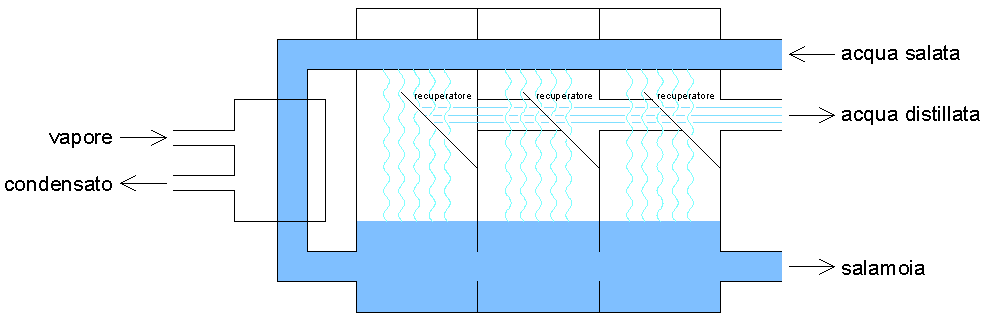
Rappresentazione grafica di un distillatore istantaneo multistadio.

La distillazione frazionata è una particolare tecnica di distillazione in cui a partire da una miscela contenente tre o più componenti si ottengono tre o più frazioni. Dunque, oltre alle correnti in uscita dalla testa e dalla coda della colonna, sono presenti delle correnti in uscita dalla parte intermedia della colonna, dette "spillamenti". In alternativa, è possibile utilizzare più colonne disposte in serie.
Come nel caso della distillazione binaria, i componenti della miscela di partenza sono separati in base alla loro differente volatilità (o temperatura di ebollizione) e il profilo di temperatura nella colonna è caratterizzato da valori di temperatura più elevati vicino al ribollitore (dove bolle la miscela) e più bassi vicino al condensatore, per cui le correnti che vengono spillate vicino alla parte più bassa della colonna (coda) sono più ricche dei componenti meno volatili, mentre le correnti che vengono spillate vicino alla parte più alta della colonna (testa) sono più ricche dei componenti più volatili.
La colonna di distillazione utilizzata per tale tipo di distillazione è detta "colonna di frazionamento".

### Distillazione azeotropica
Con la comune distillazione non è possibile separare tutte le miscele: in particolare, alcune miscele sotto determinate condizioni di pressione possono formare un azeotropo. Un esempio di azeotropo è la miscela acqua-etanolo a pressione atmosferica con il 96% di etanolo; ciò vuol dire che non è possibile ottenere etanolo con una purezza superiore al 96% attraverso la semplice distillazione. In casi del genere si utilizzano altri metodi di separazione più complessi, tra cui: distillazione azeotropica, distillazione estrattiva e estrazione con solvente.

### Distillazione sottovuoto e distillazione in corrente di vapore

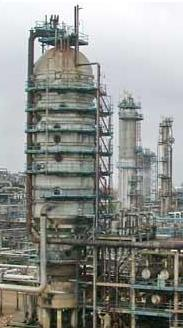
Apparecchiatura utilizzata per svolgere la distillazione sottovuoto.

Sostanze con temperatura di ebollizione eccessivamente elevata a pressione atmosferica, o che si decomporrebbero a tale temperatura, possono essere sottoposte a distillazione sottovuoto, utilizzando una temperatura sensibilmente minore. Allo stesso modo sostanze instabili per riscaldamento diretto, o che potrebbero alterare le loro caratteristiche peculiari, vengono convenientemente sottoposte a distillazione in corrente di vapore: il riscaldamento viene effettuato indirettamente, sfruttando l'entalpia del vapor d'acqua; in questo modo si ottengono miscele contenenti due fasi diverse, normalmente una organica e l'altra acquosa, facilmente separabili. Queste due varianti della distillazione classica trovano ampio uso in chimica organica e biochimica, ad esempio nella distillazione degli oli essenziali.

### Distillazione molecolare
La distillazione molecolare è una tecnica di distillazione sottovuoto condotta al di sotto della pressione di 0.01 torr. 0.01 torr è di un ordine di grandezza al di sotto del limite superiore dell'alto vuoto, dove i fluidi sono in regime molecolare libero, cioè dove il cammino libero medio delle molecole è paragonabile alle dimensioni del apparecchiature. La distillazione molecolare viene utilizzata industrialmente per la purificazione di oli.

### Distillazione estrattiva
La distillazione estrattiva è una tecnica utilizzata solo in pochi e valutati casi. Nel caso in cui i componenti della miscela da distillare abbiano punti di ebollizione simili, sarebbe necessario operare una distillazione continua usando una colonna con un numero di piatti elevato. Ciò oltre ad essere più costoso, comporta tutta una serie di problemi statici e pertanto viene difficilmente attuato. Nel caso quindi la miscela sia binaria e la sua volatilità sia bassa, è possibile introdurre nella miscela un terzo componente. Questo, formando un addotto con uno dei due componenti originali, permetterà di effettuare una separazione usando un minor numero di piatti.
Un esempio di distillazione estrattiva è la separazione della miscela tra 2,2,4-trimetil-pentano (o isoottano) e toluene. Alla miscela in ingresso in colonna viene introdotto del fenolo, che forma un addotto meno volatile con il toluene, rendendo più facile separarlo dall'isoottano. Quest'ultimo viene raccolto in testa alla colonna, come se il fenolo avesse estratto il toluene dalla miscela, da qui il nome del processo.
La miscela fenolo-toluene uscente dalla coda della colonna può essere successivamente distillata in maniera continua.

### Distillazione reattiva

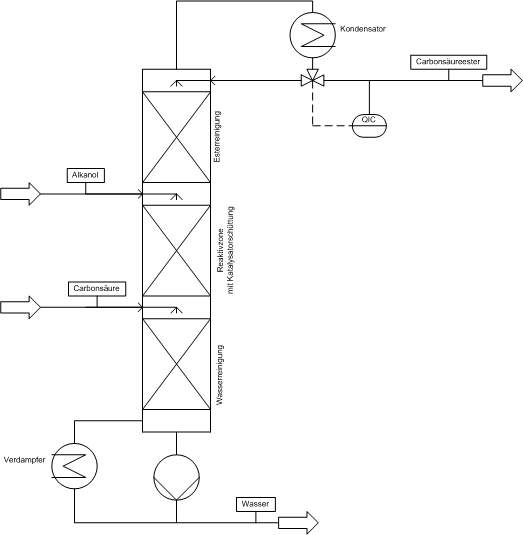
Esempio di un processo di distillazione reattiva. Le correnti di alimentazione contengono i reagenti, mentre dalla testa e dalla coda della colonna vengono prelevati i prodotti della reazione.

Si parla di distillazione reattiva nel caso in cui all'interno della stessa apparecchiatura avvengano contemporaneamente due processi: un processo reattivo (cioè lo svolgimento di una reazione chimica) e un processo di distillazione. In questo caso quindi l'apparecchiatura funge sia da reattore chimico sia da colonna di distillazione.
Alcuni esempi di applicazione di distillazione reattiva sono la distillazione di metil-t-butil etere (MTBE) e di acetato di metile.
Nel caso particolare in cui il processo reattivo avvenga attraverso catalisi eterogenea si parla più precisamente di distillazione catalitica.

## Trattazione termodinamica della distillazione
Supponiamo di distillare una soluzione costituita dagli elementi A e B.
La soluzione, ideale, obbedirà alla legge di Raoult:
p = ΧAspA* + ΧBspB* = ΧAvp + ΧBvp = pA + pB
Stabiliamo che sia A il componente più volatile. Il vapore sarà quindi costituito quasi esclusivamente da A.
Possiamo esprimere quindi l'equazione di Raoult in funzione di ΧAs (cioè in funzione della frazione molare di A in soluzione), o in funzione di ΧAv (cioè in funzione della frazione molare di A in fase vapore). Prima però si noti che:
ΧAs = ΧAvp / pA* e che ΧAv = ΧAspA* / p
A questo punto, tenendo presente che in una soluzione o comunque in un sistema qualunque formato da componenti i-esimi ΣιΧι = 1, potremo scrivere che p(ΧAs) sarà
p = ΧAspA* + ( 1- ΧAs ) pB*
e che p(ΧAv) sarà data da
p = ΧAspA* / ΧAv.

## Esempi di applicazioni

### Raffinazione del petrolio

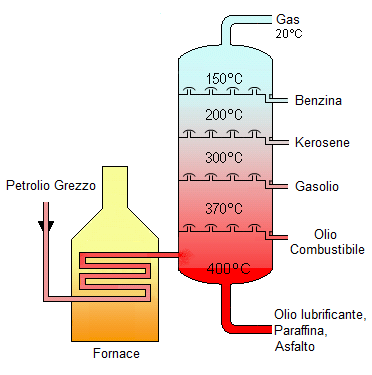
Schema semplificato del processo di distillazione frazionata del greggio.

La distillazione rappresenta la prima fase della raffinazione del petrolio greggio. Il petrolio inizia a vaporizzare a una temperatura leggermente inferiore ai 100 °C: prima si separano gli idrocarburi a più basso peso molecolare, mentre per distillare quelli aventi molecole a peso molecolare più elevato sono necessarie temperature superiori. Il primo materiale che si estrae dal petrolio greggio sono i gas incondensabili, come l'idrogeno, il metano e l'etano; successivamente si estrae la parte dei gas di petrolio liquefatti (GPL), poi la frazione destinata a diventare benzina, seguita dal cherosene e dal gasolio. Nelle vecchie raffinerie, il rimanente veniva trattato con soda caustica o potassa caustica e con acido solforico, e quindi distillato in corrente di vapore, ottenendo oli combustibili e oli lubrificanti dalla parte superiore della colonna di distillazione, e paraffina solida e asfalto da quella inferiore.
La distillazione del petrolio è un esempio di distillazione frazionata, cioè una distillazione in cui bisogna separare più di due sostanze. Infatti il petrolio è una miscela in cui sono presenti tantissime sostanze (per lo più idrocarburi) e attraverso il processo di distillazione frazionata si ottengono diverse miscele (dette "tagli"); ciascun taglio viene prelevato da una specifica altezza della colonna e presenta caratteristiche chimico-fisiche differenti dagli altri tagli. In questa maniera a partire dalla stessa miscela di petrolio è possibile ottenere tantissime miscele, ognuna corrispondente ad uno specifico utilizzo o settore commerciale.

### Distillazione di bevande alcoliche

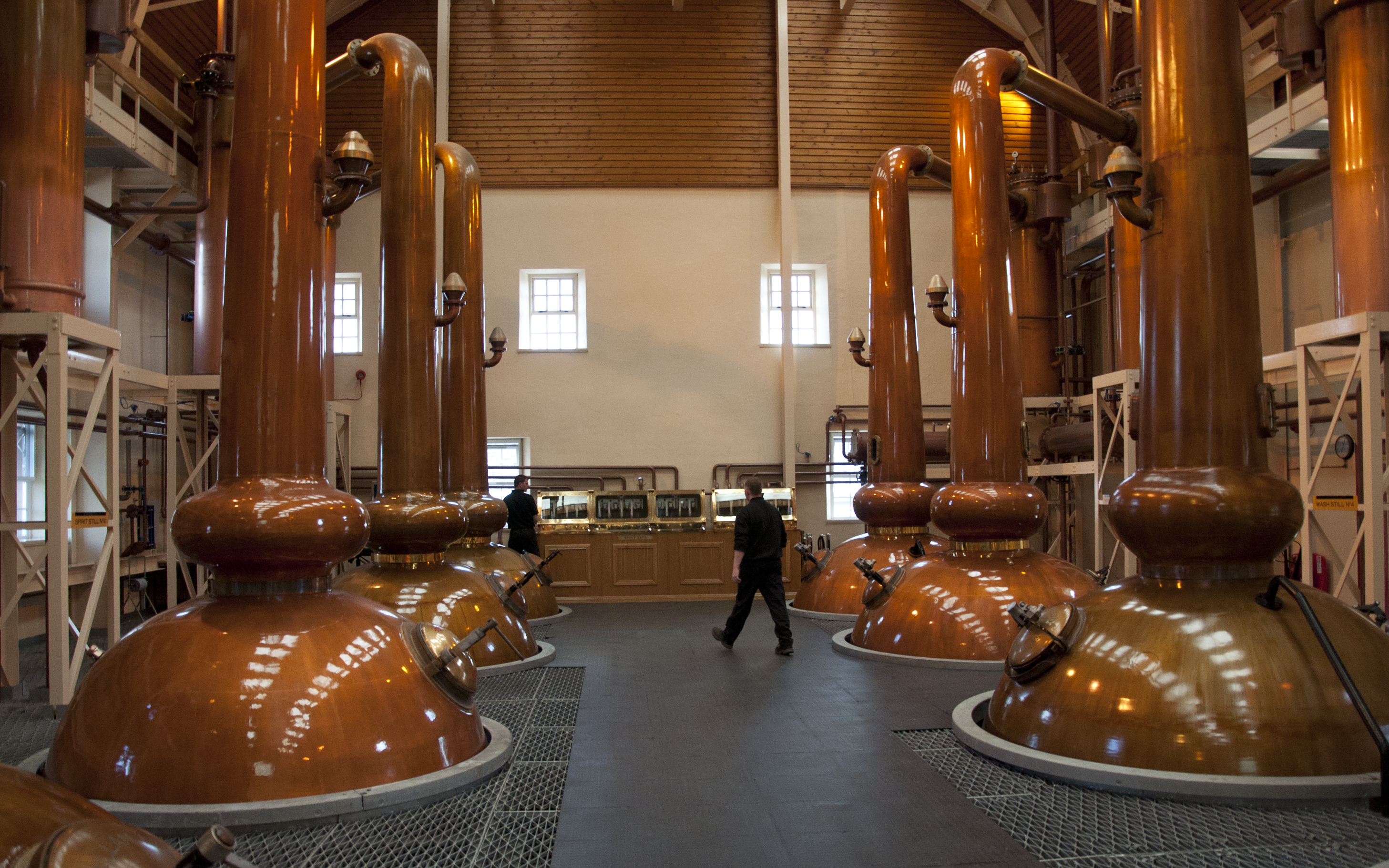
Impianto batch per la produzione di scotch whisky presso Glenmorangie (Scozia).

Un'altra applicazione industriale è rappresentata dalla produzione delle acquaviti (o distillati) a partire da un'ampia varietà di materie prime, tra cui: vini, cereali (mais, frumento, orzo) e frutta. In questo caso si utilizzano soprattutto processi discontinui (batch).

## Rischi associati alla distillazione
I principali rischi associati alla distillazione hanno origine dal tipo di miscele trattate e prodotte durante il processo e dalle condizioni operative (temperatura e pressione di esercizio).
Per quanto riguarda le miscele coinvolte nel processo, la pericolosità deriva dalla loro eventuale infiammabilità o tossicità; il rischio di infiammabilità delle miscele è maggiore quando sono sottoposte a distillazione, in quanto all'interno della colonna di distillazione si creano miscele aventi valori di concentrazione differenti dalla miscela di partenza; ciascuna miscela presenta un campo di esplosività caratterizzato da certi valori di concentrazione, detti "limiti di esplosione", per cui una miscela che in condizioni normali non esploderebbe (perché le concentrazioni dei suoi componenti non rientrano nei limiti di esplosività) può invece esplodere durante le operazioni di distillazione o purificazione, a causa della modifica di concentrazione della miscela causata dalla separazione dei componenti.
È importante che la colonna di distillazione sia ben progettata, ispezionata e equipaggiata con opportuni dispositivi di sicurezza per minimizzare il rischio di esplosioni e rilascio di sostanze nell'ambiente circostante. In particolare i materiali con i quali è costruita la colonna devono avere buone proprietà anticorrosive nei confronti delle sostanze trattate ed è necessario un continuo monitoraggio delle variabili di processo, in modo da identificare eventuali scostamenti dalle condizioni di progetto (ad esempio sovrapressioni o surriscaldamenti anomali).

### Eventi disastrosi
Di seguito è riportata una lista di alcuni incidenti riguardanti colonne di distillazione che hanno portato a conseguenze più o meno disastrose:
- 2 marzo 1951, Giappone: esplosione di una colonna di distillazione contenente nitrobenzene; 2 morti e 3 feriti;[44]
- 7 novembre 1990, Giappone: esplosione di una colonna di distillazione sottovuoto contenente epicloridrina (ECH) e dimetilsolfossido (DMSO);[45]
- 26 giugno 1991, Giappone: esplosione di una colonna di distillazione per metanolo durante le operazioni di spegnimento dell'impianto; 2 morti e 13 feriti;[46]
- 19 febbraio 2000, Italia: esplosione di una colonna per la distillazione di acido nitrico;[47]
- 23 luglio 2001, California: esplosione di un'apparecchiatura di laboratorio per la distillazione di benzene;[48]
- 21 settembre 2003, Ohio: rilascio di monossido di azoto ed esplosione di una colonna di distillazione in un impianto di proprietà della Sigma-Aldrich;[49]
- 23 marzo 2005, Texas: rilascio di gas e liquidi infiammabili da una colonna di distillazione di una raffineria di petrolio;[50]
- 7 agosto 2005, Francia: rilascio di una miscela idrocarburica da una colonna di distillazione di una raffineria di petrolio;[51]
- 14 luglio 2011, Inghilterra: esplosione durante operazioni illegali di distillazione di vodka; 5 morti;[52][53]
- 23 maggio 2012, Wisconsin: esplosione di un'apparecchiatura da laboratorio durante la distillazione di una fosfina primaria.[54]

## Distillazione in laboratorio (con esempi)
Distillazione
Per effettuare un distillazione bisogna tenere a mente 3 concetti:
- Se	la differenza di temperatura di ebollizione tra le due sostanze è	minore di 25 °C la distillazione è parziale
- Se	la temperatura di ebollizione di una sostanza è minore di 40 °C	durante la distillazione ci saranno perdite elevate di tale sostanza
- Se	la temperatura di ebollizione di una sostanza è maggiore di 150 °C	durante la distillazione si avrà una degradazione della sostanza	presa in considerazione

Distillazione semplice
Montaggio:
1. Prendiamo	un rialzo e vi appoggiamo sopra il mantello riscaldante
2. Mettiamo	nel mantello un pallone contenente una	soluzione
3. Fermiamo	il pallone all’asta di sostegno con una pinza
4. Spalmiamo	pochissimo silicone nella parte inferiore del giunto di raccordo a T	(ovvero la parte che va inserita nel pallone) e infiliamo questa	parte nel pallone
5. Spalmiamo	pochissimo silicone nella parte inferiore del termometro	(ovvero la parte che va	inserita nel giunto di raccordo a T) e infiliamo questa parte nel	giunto di raccordo a T
6. Spalmiamo	pochissimo silicone nella parte sporgente	del giunto di raccordo a T e infiliamo questa parte nel buco	del refrigerante di Liebig
7. Fermiamo	il refrigerante di Liebig all’asta di sostegno con una pinza
8. Fissiamo	una estremità del tubo di gomma al rubinetto e l’altra alla	sporgenza che si trova a destra e fissiamo un tubo all’altra	sporgenza e la sua estremità la mettiamo nello scarico del	lavandino

Distillazione frazionata
Montaggio:
1. Prendiamo	un rialzo e vi appoggiamo sopra il mantello riscaldante
2. Mettiamo	nel mantello un pallone contenente una	soluzione
3. Fermiamo	il pallone all’asta di sostegno con una pinza
4. Spalmiamo	pochissimo silicone nella parte inferiore della	colonna	di Vigreux (ovvero	la parte che va inserita nel pallone) e infiliamo questa parte nel	pallone
5. Spalmiamo	pochissimo silicone nella parte inferiore del giunto di raccordo a	T (ovvero	la parte che va inserita nella	colonna	di Vigreux)	e infiliamo questa parte nella	colonna
6. Spalmiamo	pochissimo silicone nella parte inferiore	del termometro	e infiliamo questa parte nel buco	superiore del giunto	di raccordo a T
7. Spalmiamo	pochissimo silicone nella parte sporgente	del giunto di raccordo a T e infiliamo questa parte nel buco	del refrigerante di Liebig
8. Fermiamo	il refrigerante di Liebig all’asta di sostegno con una pinza
9. Fissiamo	una estremità del tubo di gomma al rubinetto e l’altra alla	sporgenza che si trova a destra e fissiamo un tubo all’altra	sporgenza e la sua estremità la mettiamo nello scarico del	lavandino
10. Avvolgiamo	il pallone con dell’alluminio lasciando una finestrella
11. Avvolgiamo	la colonna	di Vigreux con della stoffa e anche qui lasciamo una finestrella

Inoltre per effettuare la distillazione frazionata si deve procedere con un riscaldamento lento del composto, ma anche con un isolamento della colonna di Vigreux e del pallone.
Distillazione del limonene
- Rimuovere	la parte superficiale della buccia del limone (essa verrà utilizza	per la distillazione)
- Mettere	le bucce nel pallone
- Aggiungere	nel pallone pieno di bucce 100 ml di acqua distillata
- Scaldare	e attendere fino alla distillazione di 60 ml
- Lasciare	raffreddare il distillato
- Rimuovere	la parte superficiale (limonene)
- Effettuare	i test con il bromo e il permanganato di potassio

Distillazione Eugenolo
1. Pesare	5 grammi di chiodi di garofano
2. Pestare	i chiodi di garofano con il mortaio
3. Metterli	in un pallone da 100 ml con 50 ml di acqua distillata
4. Raccogliere	i primi 35 ml di distillato
5. Mettere	i 35 ml in un imbuto separatore
6. Aggiungere	5 ml di CH2Cl2
7. Scuotere	l’imbuto (tappato) facendo uscire i vapori (che si formano	all’interno dell’imbuto) ogni tanto
8. Ripetere	il passaggio precedente 3 volte ogni volta che questo viene ripetuto	bisogna versare la parte organica in una beuta
9. Aggiungere	nella beuta 2/3 punte di spatola di Na2SO4
10. Filtrare
11. Scaldare	il filtrato e lasciare riposare
12. Pesare	l’eugenolo ottenuto
13. Calcolare	la resa ed effettuare i test del bromo e del permanganato di	potassio

Distillazione cicloesanolo
1. Pesare	30 grammi di cicloesanolo in un pallone da 100 ml
2. Aggiungere	8 ml di acido fosforico
3. Montare	l’apparato di distillazione (avvolgere con il paraffilm la parte	che congiunge il collo d’oca con la beuta)
4. Mettere	la beuta in una vaschetta con acqua,sale e ghiaccio
5. Avviare	l’impianto di distillazione e distillare fino ad ottenere 5 ml di	soluzione nel pallone
6. Versare	il distillato in un imbuto separatore
7. Aggiungere	10 ml di acqua distillata nell’imbuto
8. Scuotere	l’imbuto per tre volte sfiatando ogni tanto i vapori che si	formano
9. Scaricare	la parte inferiore che si trova nell’imbuto
10. Aggiungere	10 ml di Na2CO3 10% nell’imbuto
11. Scuotere	l’imbuto per tre volte sfiatando ogni tanto i vapori che si	formano
12. Scaricare	la parte inferiore che si trova nell’imbuto
13. Aggiungere	10 ml di acqua nell’imbuto
14. Scuotere	l’imbuto per tre volte sfiatando ogni tanto i vapori che si	formano
15. Scaricare	la parte inferiore che si trova nell’imbuto
16. Svuotare	ciò che è rimasto nell’imbuto in un becher
17. Aggiunge	una spatola di solfato di sodio anidro
18. Filtrare	 ciò che si ottiene è ciclo esano